# Kontigué (Godyr)
Pour les articles homonymes, voir Kontigué.
Kontigué est une commune rurale située dans le département de Godyr de la province de Sanguié dans la région du Centre-Ouest au Burkina Faso.